# Михайловка (Гордеевский район)
Михайловка — деревня в Гордеевском районе Брянской области, в составе Творишинского сельского поселения. Расположена в 3 км к юго-западу от села Творишино. Население — 139 человек (2010).

## История
Упоминается со 2 половины XVIII века (первоначально — Михайловка-Новосёлка, или Новый Творишин); с 1861 по 1929 в Гордеевской волости Суражского (с 1921 — Клинцовского) уезда; с 1929 в Гордеевском районе, а при его временном расформировании (1963—1985) — в Клинцовском районе.
| Годы      | 1767 | 1859 | 1892 | 1901 | 1926 | 1979 | 1989 | 2002 | 2010 |
| --------- | ---- | ---- | ---- | ---- | ---- | ---- | ---- | ---- | ---- |
| Население | 157  | 193  | 316  | 365  | 389  | 151  | 102  | 123  | 139  |